# Монархическая партия России
Монархическая партия — российская политическая партия, существовавшая в 2012—2020 годах, созданная российским политиком и предпринимателем, депутатом Антоном Баковым. Первая в современной России официально зарегистрированная и допущенная к выборам партия монархического толка. Провозглашает целью установление в России конституционной монархии «мирным, конституционным путём, с соблюдением общепринятых демократических процедур, в строгом соответствии с действующим законодательством». Партия вела политику, не согласовывая с Домом Романовых.  Ликвидирована решением Верховного суда РФ 13 февраля 2020 года.

## Создание и регистрация
Учредительный съезд прошёл 7 апреля 2012 года в Москве, где было заявлено, что в партию вступили около 1000 человек. Регистрация в Минюсте РФ состоялась 12 июля 2012 года. Таким образом партия стала первой в России легальной монархической партией после революции 1917 года. Юридически партия зарегистрирована в селе Косулино Белоярского района Свердловской области. Является частью проекта Бакова «Российская империя» по созданию ориентированного на Россию государственного образования на зарубежных территориях, открытых русскими исследователями.
12 декабря 2012 года прошла регистрацию Минюста и получила право принимать участие в выборах в соответствии с Федеральным законом от 11.07.2001 № 95-ФЗ «О политических партиях». На февраль 2013 года зарегистрировано 47 региональных отделений.

## Позиция
Основными средствами достижения своей цели партия провозглашает пропаганду монархической идеи и консолидацию монархических сил в России и за рубежом. Лидер партии Антон Баков так описывает её текущие задачи: 
Во-первых, мы должны выдвинуть претендента на престол. Во-вторых, мы должны выдвинуть политическую программу, которая бы соответствовала монархизму в XXI веке. В-третьих, мы должны вести разъяснительную работу. В частности, настойчиво объяснять нашим гражданам, почему Путин не является монархом.
 Необходимость установления именно конституционной монархии Баков объясняет так:
Разумеется, воссоздать самодержавие, которое было при Романовых, невозможно и ненужно. Сегодня может быть только конституционная монархия. В этом случае мы сможем отделить в народных представлениях о власти иррациональное от рационального. С одной стороны будет монарх, который не будет иметь реальных полномочий. С другой стороны – ответственное правительство, подотчётное обществу, и парламент. В этом случае мы сможем уберечь себя от диктатуры.
В начале 2013 года Баков совместно с уральским писателем Андреем Матвеевым представил книгу «Идолы власти: от Хеопса до Путина». В ней они связывают светскую власть в современной РФ и ликвидированном СССР с древним языческим культом и называют монархию единственным конструктивным путём развития российской политики. По словам Бакова, именно работа над этой книгой, в которой авторы изучают природу власти и пытаются обобщить свой опыт в политике, привела его к таким выводам и сподвигла на создание Монархической партии. Отличительные особенности партии он характеризует так:
Принципиальное отличие Монархической партии от всех остальных заключается в том, что мы не являемся демократической партией. Мы выступаем не за республиканскую форму правления, а за монархическую. Сейчас в сознании большинства россиян внедрены либеральные доктрины, которые говорят, что человек – сам кузнец своей судьбы, что люди могут выбирать такую власть, которая сделает все, что ей поручили. Однако в этом 99% мифа. Наша партия пытается разоблачить это.
Претендента на престол партия выдвинула в июне 2013 года: им был назван потомок Александра II немецкий принц Карл-Эмих Лейнингенский, принявший накануне православие и получивший православное имя Николай Кириллович. Эту позицию Баков обосновывает чётким соблюдением Основных государственных законов Российской империи, которые увязывают принципы престолонаследия с родством и вероисповеданием. Среди русских монархистов сторонников такой позиции принято называть «легитимистами» и «кирилловцами» — по имени Кирилла Владимировича, двоюродного брата Николая II и прадеда Карла-Эмиха, который воссоздал российский императорский дом в эмиграции, в 1924 году провозгласил себя монархом в изгнании и умер в 1938 году (по версии Бакова, убит).
В начале 2016 года Баков объявил о намерении Монархической партии устроить публичный суд над Лениным и Сталиным. По его мнению, на них частично лежит вина за многие негативные процессы последних десятилетий российской истории: развал Российской империи и последовавшие за этим войны и репрессии уничтожили огромное число россиян, став серьёзной помехой нормальному эволюционному развитию российского общества.
В августе 2017 года партия присоединилась к нашумевшему бойкоту фильма «Матильда». В сентябре Баков, отвечая на вопрос журналиста, сказал, что партия готова принять в свои ряды известную противницу этого фильма и монархистку Наталью Поклонскую, но для этого ей придётся сдавать мандат Госдумы, что маловероятно. За этим последовала волна сообщений в СМИ о том, что Монархическая партия готова поддержать Поклонскую на выборах президента 2018 года. Поклонская в ответ заявила, что не собирается баллотироваться.

### Романовская Империя
Романовская Империя (англ. Romanov Empire), также Суверенное Государство Императорский Престол — виртуальное государство, провозглашённое Баковым в 2011 году под названием Российская Империя. Первоначально позиционировалось как «единственный правопреемник государства, основанного Отцом Отечества Императором Всероссийским Петром Великим» (Российской Империи). В 2012 году на базе идеологии государства была создана Монархическая партия, а в 2014 году государство согласился возглавить Карл-Эмих Лейнингенский: для этого он перешёл из лютеранства в православие, что дало ему право на наследование исторического российского престола в соответствии с законами Российской Империи о престолонаследии (он был коронован под именем Николай III). С этого времени государство отказалось от ранее заявлявшегося претендентства на российское наследие и объявило себя всемирным центром консолидации христианских монархистов. Наличие во главе легитимного наследника императорского дома позволило государству начать переговоры с другими государствами о признании суверенитета. В числе таких государств — Албания, Македония, Черногория, Антигуа и Барбуда, Гамбия и Кирибати. От властей Кирибати в 2017 году было получено предварительное согласие, что вызвало оживлённую реакцию мировых СМИ. В конце 2015 года в связи с 50-летием Бакова Николай III подарил ему фамильную икону дома Романовых с изображением святой Екатерины и присвоил наследуемый титул Светлейший князь (это 42-е пожалование такого титула в России). В интервью «Новой газете» в октябре 2017 года Баков сообщил о том, что переговоры в Кирибати были саботированы местной оппозицией, которая настроила население против проекта при первоначальном согласии с ним государственного руководства. Также Баков сообщил о продолжении переговоров с новыми властями Гамбии, где президента Яйя Джамме в 2017 году сменил Адама Бэрроу.

## Деятельность

### Консолидация монархистов
1 февраля 2013 года партия провела в Париже I конгресс монархических сил, целью которого был назван «поиск точек соприкосновения между существующими монархическими организациями». Был создан президиум российского монархического движения, куда приглашены делегированные представители всех заинтересованных групп и объединений. Предполагается в дальнейшем проводить регулярные встречи и иные мероприятия для выработки консолидированной позиции. Партия также установила для потомков Романовых статус «потомок императорской династии» и в заявительном порядке назначила для них пенсию 2000 евро в месяц как «знак уважения к людям, которые много сделали для России, чью собственность в России украли, а оставшихся в России родственников уничтожили». Создание монархического интернационала — один из пунктов предвыборной программы Бакова.

### Мемориалы
Партия предлагает установить у Великокняжеской усыпальницы Петропавловского собора Санкт-Петербурга, где сегодня захоронены останки Кирилла Владимировича и его супруги, почётный караул, а также выделить средства для завершения реконструкции мемориала, после чего он должен быть открыт для почитания. В начале мая партия организовала создание в центре Екатеринбурга портрета-памятника основательнице города императрице Екатерине I (ул. Тургенева, 11), приурочив это событие к 400-летию дома Романовых (память о ней не была увековечена в городе с 1918 года). Кроме того, обсуждается создание в России мемориала в честь князя Карла III Лейнингенского, деда Карла-Эмиха и мужа Марии Кирилловны, который умер в 1946 году в советском плену.

### Достопримечательности
Весной 2013 году партия учредила Императорский дворцовый фонд, который занимается постройкой по старым проектам трёх императорских дворцов — в Москве, Санкт-Петербурге и Екатеринбурге — для придания им представительских и туристических функций, в частности, для проживания членов династии при визитах в Россию и в целом популяризации идеи монархизма. В состав наблюдательного совета фонда, в числе прочих, вошли Николай Кириллович и представитель администрации Свердловской области Алексей Багаряков. 4 сентября 2013 года в Белоярском районе был заложен и освящен первый камень копии Беловежского дворца, вывезенный с его руин. Кроме того, партия выступила с предложением создать в Екатеринбурге «аналог Ватикана» — город-государство «Императорский Всероссийский Престол», который также мог бы служить туристической достопримечательностью и способствовал бы размытию имиджа города как места цареубийства. Соответствующее письмо Николай Кириллович в статусе наследника направил в адрес российского президента Владимира Путина. В 2015 г. партия начала процесс создания монументального исторического полотна «в духе произведения Ильи Глазунова „Вечная Россия“» для выставления в центре Екатеринбурга.

### Выборы
В августе 2013 года партия приняла участие в выборах депутатов Городской думы и мэра Екатеринбурга. В депутаты партия выдвинула 57 студентов (в их числе сын Бакова Михаил), а в мэры дочь Бакова 22-летнюю Анастасию, что, по его словам, придало кампании «зрелищности и доброжелательности». Анастасия Бакова заняла 7-е место с 1,22 % (победил в выборах мэра Евгений Ройзман), а кандидаты-студенты набрали минимальные результаты, что Баков характеризует как «операцию анти-выборы» и комментирует: «Мы будем продолжать разоблачать демократические партии и показывать, что избранные депутаты не исполняют свои обязательства. Кроме того, мы попытаемся создать альтернативный орган местного самоуправления — городской сенат. Согласно закону, граждане имеют право создавать такие органы. Городской сенат будет оказывать благотворительную помощь, помогать пенсионерам, то есть делать все то, чего не делает городская дума».
В 2015 году Баков сообщил о намерении партии участвовать в выборах в Госдуму 2016 г. Он также добавил: «Если администрация президента захочет нас там видеть, она нас там увидит. Ко мне приезжали московские ходоки, предлагали купить партию. Но продавать её я не хочу». В начале 2016 г. в интервью РБК подтвердил это намерение и сообщил, что планирует снова сделать «лицом кампании» свою дочь, а сам выдвигаться не будет. В итоге партия в выборах не участвовала.
В сентябре 2017 года было объявлено о намерении Бакова баллотироваться от Монархической партии в президенты России на выборах 2018 года. В конце декабря на съезде партии была выдвинута его кандидатура, 28 декабря кандидатура зарегистрирована Центризбиркомом РФ, в первых числах января 2018 года открыт избирательный счёт, создан избирательный штаб, начат сбор подписей. Баков отмечает, что на данных выборах он стал «старейшим по стажу участия в выборах среди кандидатов в президенты» (впервые выдвигался в 1990 г. в народные депутаты РСФСР). 24 января 2018 г. Баков отказался от участия в выборах из-за гражданства Романовской Империи, так как согласно пункту 5.1 статьи 3 ФЗ «О выборах президента РФ» делает невозможным его избрание президентом.
Летом 2018 года Монархическая партия сделала заявление о подготовке к участию в выборах мэра Москвы сына Бакова Ильи, который последние шесть лет возглавляет группу строительных компаний. Он представил программу создания свободной экономической зоны в Моcкве, предложил концепцию федерального министерства по делам столицы, подал документы в избирком, но выбыл из предвыборной гонки на этапе муниципального фильтра.

### Екатеринбургский Сенат
Концепция сената была представлена вскоре после выборов: Баков совместно с председателем Совета предпринимателей при главе Екатеринбурга Максимом Спасским провели пресс-конференцию, где объяснили, что Сенат позиционируется как «альтернатива Гордуме», но с тем отличием, что он «не сможет распоряжаться средствами городского бюджета». Сенат будет инициировать широкие общественные обсуждения актуальных для города вопросов, результаты которых будут вноситься в Гордуму — по мнению авторов проекта, Гордума Екатеринбурга в современном состоянии занимается, в основном, «делением бюджета», при этом «ни один депутат сегодня не способен повлиять на распределение средств по статьям бюджета — это всегда за них делает городская администрация». По словам Бакова, «в Думе сегодня нет общественности как таковой — там только пассивные участники голосования, по большей части действующие не по своей воле». «Мы сделаем независимый аудит городского бюджета и будем по-настоящему развивать город», — заявил Баков. В состав Сената предложено войти Владимиру Шахрину, Алексею Иванову и «представителям партий, не попавших ни в один парламент». В последующий год проходят 6 сессий Сената, на которых рассматривается ряд общественно значимых проектов, прежде всего инфраструктурных. Ведётся официальная переписка с городскими и областными властями. К 5-й сессии объявляется о решении городских властей прекратить использование антигололёдной смеси, которую привлечённые Сенатом эксперты признали вредной. Баков объявляет о планах создания аналогичных Сенатов в других городах России, о грядущей экстраполяции работы Сената на УрФО и на Императорский Престол. В перспективе Баков предлагает использовать «перевёрнутую» схему двухпалатного парламента: для России — сделать выборным то, что сейчас называется Советом Федерации, а то, что сейчас называется Госдумой — назначать. Таким образом, по мнению Бакова, законы в нижней палате будут разрабатывать назначаемые профессионалы, а принимать или отклонять их — избираемые сенаторы, которые коллегиально и от имени народа смогут оценивать полезность вносимых инициатив и гласно противостоять возможным актам саботажа.